# Апостольский нунций в Китае
Апостольский нунций в Китайской Республике — дипломатический представитель Святого Престола в Китайской Республике, но не в Китайской Народной Республике. Данный дипломатический пост занимает церковно-дипломатический представитель Ватикана в ранге посла. Апостольская нунциатура в Китайской Республике была учреждена на постоянной основе в 1946 году, в ранге Апостольской интернунциатуры. Её резиденция находится в Тайбее.
В настоящее время пост Апостольского нунция в Китайской Республике является вакантным, а временным поверенным в делах является монсеньор Сладан Косич, назначенный Папой Франциском 19 марта 2016 года.

## История
Святой Престол, представляя государство-город Ватикан, является одним из 14 государств — членов ООН, которые признают Китайскую Республику в качестве законного правительства Китая.
После захвата власти Мао Цзэдуном в 1949 году, официальные отношения между Пекином и Ватиканом были разорваны. В сентябре 1951 года апостольский интернунций в Китае, Антонио Рибери, был изгнан, и первоначально бежал в Гонконг (британскую колонию до 1997 года), а затем с 1952 года на Тайване.
Апостольская нунциатура в Китайской Республике была учреждена 24 декабря 1966 года, бреве «Quantum utilitatis» Папы Павла VI. Она распространила свою юрисдикцию на Гонконг и Макао.
После замены представителей Китайской Республике в Организации Объединённых Наций, на представителей Китайской Народной Республики в 1971 году, Святой Престол не назначал апостольских нунциев в Китайскую Республику, но только поверенных в делах, чтобы не раздражать власти КНР.
Кардинал Анджело Содано, когда он еще занимал пост государственного секретаря Святого Престола, сказал, что если бы китайское правительство позволило бы, то апостольская нунциатура могла бы быть снова восстановлена в Пекине.

## Апостольские нунции в Китайской Республике

### Апостольские интернунции
- Антонио Рибери — (5 июля 1946 — 19 февраля 1959 — назначен апостольским нунцием в Ирландии);
- Джузеппе Каприо — (20 мая 1959 — 24 декабря 1966 — назначен апостольским про-нунцием).

### Апостольские про-нунции
- Джузеппе Каприо — (24 декабря 1966 — 22 августа 1967 — назначен апостольским про-нунцием в Индии);
- Луиджи Аккольи — (16 октября 1967 — 29 сентября 1970 — назначен апостольским нунцием в Эквадоре);
- Эдуард Идрис Кассиди — (27 октября 1970 — 31 января 1973 — назначен апостольским про-нунцием в Бангладеш).

### Поверенные в делах
- Франческо Коласуонно — (2 августа 1972 — 6 декабря 1974 — назначен апостольским делегатом в Мозамбике);
- Томас А. Уайт — (1974 — 27 мая 1978 — назначен апостольским нунцием в Руанде);
- Паоло Джильо — (12 июля 1978 — 4 апреля 1986 — назначен апостольским нунцием в Никарагуа);
- Пьеро Биджо — (6 апреля 1986 — 10 декабря 1988 — назначен апостольским про-нунцием в Бангладеш;
- Адриано Бернардини — (22 января 1989 — 20 августа 1992 — назначен апостольским нунцием в Бангладеш);
- Юлиуш Януш — (25 августа 1992 — 25 марта 1995 — назначен апостольским нунцием в Руанде);
- Джозеф Ченнот — (26 апреля 1995 — 24 августа 1999 — назначен апостольским нунцием в Центральноафриканской Республике и Чаде);
- Адольфо Тито Ильяна — (20 сентября 1999 — 13 декабря 2001 — назначен апостольским нунцием в Папуа — Новой Гвинее);
- Джеймс Патрик Грин — (18 января 2002 — 2003 — переведён в Секцию общих дел Государственного секретариата Ватикана);
- Амвросий Мадтха — (11 февраля 2003 — 8 мая 2008 — назначен апостольским нунцием в Кот-д’Ивуаре);
- Пол Фицпатрик Расселл — (2008 — 19 марта 2016 — назначен апостольским нунцием в Турции и Туркменистане);
  - Сладан Косич[1] — (19 марта 2016 — по настоящее время).